# Селезнёв, Виктор Александрович
Ви́ктор Алекса́ндрович Селезнёв (род. 13 февраля 1951) — российский дипломат. Чрезвычайный и полномочный посланник 2 класса (2002).

## Биография
Окончил МГИМО МИД СССР (1973) и Высшие дипломатические курсы при Дипломатической академии МИД России (1999). На дипломатической работе с 1973 года.
- В 1994—2000 годах — старший советник, главный советник, начальник отдела Второго департамента Азии МИД России.
- В 2000—2004 годах — советник-посланник посольства России в Малайзии.
- В 2004—2008 годах — заместитель директора Департамента стран АСЕАН и общеазиатских проблем МИД России.
- С января 2008 по июль 2009 года — заместитель директора Департамента общеазиатских проблем МИД России.
- С 31 июля 2009 по 30 января 2015 года — чрезвычайный и полномочный посол Российской Федерации в Брунее[1][2].

## Дипломатический ранг
- Чрезвычайный и полномочный посланник 2 класса (22 мая 2002)[3].

## Награды
- Благодарность президента Российской Федерации (9 января 2010) — за большой вклад в обеспечение председательства Российской Федерации в Шанхайской организации сотрудничества в 2008 - 2009 годах, подготовку заседания Совета глав государств - членов Шанхайской организации сотрудничества и первого саммита БРИК (Бразилия, Россия, Индия, Китай) в Екатеринбурге в 2009 году[4].